# Bethylus berlandi
Bethylus berlandi är en stekelart som beskrevs av Roger Pierre Hippolyte Arlé 1929. Bethylus berlandi ingår i släktet Bethylus, och familjen dvärggaddsteklar. Arten har ej påträffats i Sverige.